# Coenotephria fuscofasciata
Coenotephria fuscofasciata är en fjärilsart som beskrevs av Charles Oberthür 1929. Coenotephria fuscofasciata ingår i släktet Coenotephria och familjen mätare. Inga underarter finns listade i Catalogue of Life.